# Efferent
Efferent (von lateinisch effere ‚hinaustragen‘, ‚hinausführen‘) werden neurophysiologisch jene Fortsätze von Nervenzellen genannt, über die aus einem bestimmten Bereich Signale fort und an andere Zellen weitergeleitet werden. Diese allgemeine Kennzeichnung nach der Richtung der Signalleitung kann für verschiedene Strukturen auf unterschiedlichen Ebenen verwendet werden:
- Auf zellulärer Ebene bezogen auf den Nervenzellkörper wird der Neurit als efferent bezeichnet.

- Auf regionaler Ebene bezogen auf eine bestimmte Hirnregion heißen die jeweils wegführenden Bahnen auch Efferenzen im Unterschied zu den eingehenden Afferenzen.

- Auf systemischer Ebene bezogen auf das zentrale Nervensystem (ZNS) werden die austretenden Nervenfasern, über welche Signale ausgehen, insgesamt als efferente Nervenfasern oder „Efferenzen“ bezeichnet und in somatische und viszerale unterschieden. Diesen stehen Afferenzen gegenüber für den Signaleingang. Als Bestandteile eines Reflexbogens wird je von afferentem bzw. efferentem Schenkel gesprochen.

Bezogen auf die Richtung der Signalleitung sind Afferenzen das Gegenstück zu Efferenzen und somit Nervenfasern, über die Signale von anderen Zellen einer Nervenzelle afferent zufließen (deren Perikaryon beispielsweise im ZNS liegt).

## Efferenzen vom ZNS
Bereiche im zentralen Nervensystem – eine Hirnregion oder ein Rückenmarkssegment – erhalten Signale über Afferenzen, verarbeiten diese und können über Efferenzen Signale an verschiedene andere Kerngebiete des Gehirns und/oder des Rückenmarks weitergeben.
In bestimmten Kerngebieten – den (motorischen) Kernsäulen des Rückenmarks und (motorischen) Kernen von Hirnnerven – liegen Nervenzellen, deren Neuriten aus dem ZNS treten. In den Vorderwurzeln von Spinalnerven und mit einigen Hirnnerven verlassen diese Nervenfasern den zentralen Bereich und bilden Anteile von (peripheren) Nerven bzw. Nervenästen des Peripheren Nervensystems. Diese efferenten Nervenfasern werden insgesamt als Efferenzen (auf systemischer Ebene) bezeichnet. Zu ihnen gehören unter anderem die (motorischen) Nervenfasern, welche Signale an Skelettmuskeln und glatte Muskulatur übermitteln. Abhängig vom jeweiligen Erfolgsorgan nehmen diese Efferenzen dann auf unterschiedliche Leistungen Einfluss. Nach ihren Zielorten können Efferenzen weiter unterschieden werden.
Die somatischen Efferenzen (SE, von lat. soma ‚Körper‘) sind motorische Nervenfasern (Motoneurone) zu den Skelettmuskeln und gehören zum somatischen Nervensystem; sie werden auch als somatomotorisch bezeichnet.
Die viszeralen Efferenzen (von lat. viscera ‚Eingeweide‘) gehören dagegen zum vegetativen Nervensystem und werden auch als viszeromotorisch bezeichnet. Einige Autoren unterscheiden sie weiter in die allgemeinen viszeralen Efferenzen (AVE; englisch general visceral efferent GVE) und die speziellen viszeralen Efferenzen (SVE) gegliedert. Die AVE leiten Informationen an die glatte Muskulatur, die Herzmuskulatur und die Drüsen. Die SVE innervieren die von den Kiemenbogen abstammende Muskulatur („branchialmotorische Efferenzen“), also die Kaumuskulatur, die Mimische Muskulatur, die Muskulatur von Rachen und Kehlkopf sowie Musculus sternocleidomastoideus und Musculus trapezius.